# Dick Jense
Dick Jense (Rijswijk, 27 mei 1949) is een Nederlands politicus.

## Loopbaan
Jense was werkzaam bij TNO, voordat hij in 1985 actief werd in de lokale politiek in de gemeente Rijswijk (ZH). Na oprichting van de lokale politieke partij Onafhankelijk Rijswijk (samen met Wolter Fischer) was hij van 1994 tot 2002 wethouder namens die partij. In 1999 werd hij namens de Onafhankelijken Zuid-Holland gekozen in de Provinciale Staten van Zuid-Holland.
Jense stond daarnaast aan de basis van de partij Leefbaar Nederland. In mei 2002 werd hij voor die partij, samen met Fred Teeven, gekozen in de Tweede Kamer. In januari 2003 eindigde dat lidmaatschap omdat Leefbaar Nederland er onder lijsttrekkerschap van Haitske van de Linde niet in was geslaagd in de Kamer terug te keren.
Jense, opnieuw opererend namens Onafhankelijk Rijswijk, werd vanaf 2006 weer wethouder in de gemeente Rijswijk en bekleedde diezelfde functie ook in het college van 2010-2014.
Bij de gemeenteraadsverkiezingen van maart 2014 kreeg Onafhankelijk Rijswijk twee zetels. Op dat moment nam Jense plaats als fractievoorzitter in de gemeenteraad (oppositie). In de aanloop naar de verkiezingen in 2018 besloot Jense om een minder prominente rol in te nemen, en werd Rob Korbijn benoemd tot lijsttrekker van Onafhankelijk Rijswijk. Nadat Romy de Man op 28 maart 2018 werd geïnstalleerd als enige raadslid namens Onafhankelijk Rijswijk, werd Jense fractie-assistent.
Jense, die jarenlang gold als drijvende kracht en figuurlijk boegbeeld van de partij, legde in april 2020 zijn rol als fractie-assistent bij Onafhankelijk Rijswijk neer. In december 2021 werd aangekondigd dat de partij niet zou deelnemenm aan de volgende gemeenteraadsverkiezingen en zich zou willen omvormen tot "een denktank en netwerkorganisatie van lobbyisten, die zich inzetten voor het maatschappelijk belang van alle inwoners van Rijswijk”.